# Comune di Narsaq

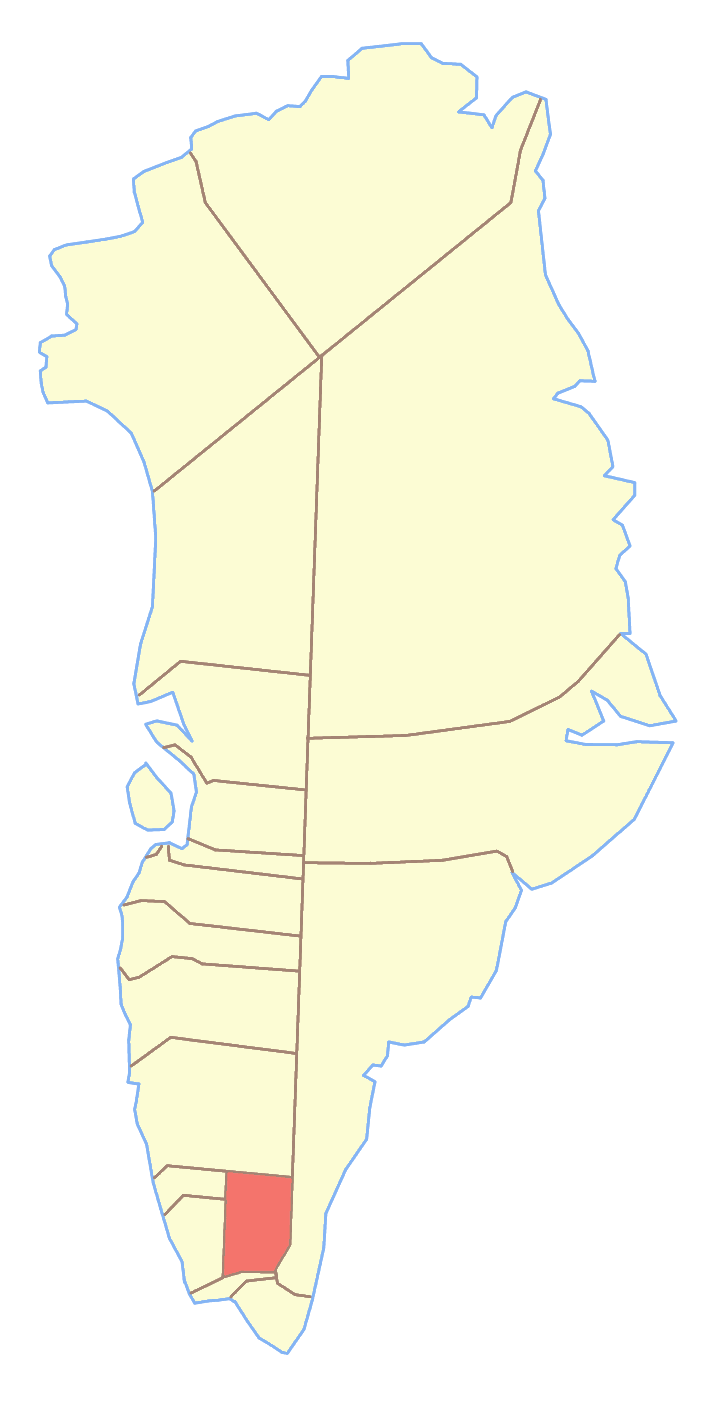
Il comune di Narsaq nell'ambito della vecchia suddivisione

Il comune di Narsaq (groenlandese: Narsap Kommunia; danese: Narsaq Kommune) fu un comune della Groenlandia dal 1950 al 2008. La sua superficie era di 28.900 km² e la sua popolazione era di 2.088 abitanti (1º gennaio 2005); si trovava nella contea di Kitaa (Groenlandia Occidentale) e il suo capoluogo era Narsaq.
Il comune fu istituito il 18 novembre 1950, e cessò di esistere il 1º gennaio 2009 dopo la riforma che rivoluzionò il sistema di suddivisione interna della Groenlandia; il comune si fuse insieme ad altri due (Nanortalik e Qaqortoq) a formare l'attuale comune di Kujalleq.
Oltre al capoluogo, altri villaggi si trovavano all'interno di questo comune: Arnannguit, Atarnaatsoq, Eqaluit Ilua, Igaliku, Igaliku Kujalleq, Inneruulalik, Ipiutaq, Issormiut, Itelleq Kangilleq, Itelleq Killeq, Iterlak, Kangerlua, Narsarsuaaraq, Narsarsuaq, Nunataaq, Qassiarsuk, Qinngua, Qinngua Kangilleq, Qorlortoq, Qorlortup Itinnera, Sillisit, Tasiusaq, Timerliit e Uummannartuuaraq.